# Parmi les vautours
Pour plus de détails, voir Fiche technique et Distribution.
Parmi les vautours (titre original allemand : Unter Geiern) est un film franco-italo-yougo-allemand d'Alfred Vohrer sorti en 1964, d'après l'œuvre de Karl May.

## Synopsis
Dans le désert américain de la Llano Estacado, la ferme du colon Baumann est attaquée par la bande des "Vautours" qui tue son épouse. Winnetou, Baumann et son fils Martin arrivent trop tard pour intervenir. Les Vautours laissent croire qu'il s'agit des Indiens. Fou de douleur, Baumann se laisse avoir et accuse la tribu des Shoshones et leur chef Wokadeh.
Peu après, des voyageurs s'arrêtent à la ferme en ruine : Annie, qui apporte un paquet de diamants à son père, le célèbre Old Surehand et son brave compagnon Old Wabble. Weller, un "Vautour", vient aussi, déguisé en prédicateur mormon, et prend connaissance des diamants d'Annie. Lorsqu'Old Surehand le découvre, il s'enfuit avec la bande. Preston, le chef, s'en prend à un convoi et l'attire dans un guet-apens.
Annie est maintenant enlevée dans le repaire des bandits, Martin Baumann court la rechercher. Il se fait emprisonner à son tour, mais ils sont libérés par Winnetou. Ils retournent vers le convoi, mais les colons les attachent après avoir cru Weller qui leur a fait croire qu'ils font partie de la bande des Vautours. Martin doit être pendu comme un voleur de chevaux.
Old Surehand se précipite vers les Shoshones qui détiennent Baumann Sr. qui voulait se venger. Old Surehand se fait attacher à un bûcher pour être soumis à la volonté des dieux mais parvient à se libérer et convainc les Shoshones d'attaquer les Vautours, les véritables agresseurs. Il fonce vers le convoi, informe les colons de l'embuscade et démasque Weller. Martin Baumann est libéré. Weller doit rendre des comptes à ses compagnons mais Old Surehand l'a obligé de leur donner de faux renseignements. Ainsi, les colons peuvent déterminer l'heure et le lieu de l'attaque et se préparer.
Le convoi est bien attaqué comme on s'y attendait, les Vautours doivent affronter le Wagenburg. Lorsque Winnetou arrivent avec les Shoshones, ils ne peuvent que se soumettre.

## Fiche technique
- Titre : Parmi les vautours
- Titre original : Unter Geiern
- Réalisation : Alfred Vohrer, assisté de Stipe Delic et d'Eva Ebner (de)
- Scénario : Eberhard Keindorff, Johanna Sibelius
- Musique : Martin Böttcher
- Direction artistique : Vladimir Tadej
- Costumes : Irms Pauli
- Photographie : Karl Löb
- Montage : Hermann Haller
- Production : Horst Wendlandt
- Sociétés de production : Rialto Film, Jadran Film, Société Nouvelle de Cinématographie (SNC)
- Société de distribution : Constantin Film
- Pays d'origine :  Allemagne de l'Ouest,  France,  Italie,  Yougoslavie
- Langue : allemand
- Format : Couleurs - 2,35:1 - Mono - 35 mm
- Genre : Western
- Durée : 98 minutes
- Dates de sortie :
  - Allemagne de l'Ouest : 8 décembre 1964
  - France : 5 août 1966[1]
  - Mexique : 9 novembre 1967
- Affiche : Raymond Elseviers (Belgique)

## Distribution
- Stewart Granger (VF : Michel Gudin) : Old Surehand
- Pierre Brice (VF : Marc Cassot) : Winnetou
- Götz George (VF : Philippe Ogouz) : Martin Baumann
- Elke Sommer (VF : Francette Vernillat) : Annie
- Sieghardt Rupp (VF : Jean Violette) : Preston
- Miha Baloh (sl) (VF : Gérard Férat) : Weller
- Milan Srdoč (de) : Old Wabble
- Walter Barnes (en) (VF : Claude Bertrand) : Baumann Sr.
- Renato Baldini (VF : Jean Michaud) : Richter Leader
- Mario Girotti (Terence Hill) : Baker Jr.
- Gojko Mitić : Wokadeh
- Louis Velle (VF : René Bériard) : Gordon
- Stojan Aranđelović : Milton
- Ilija Ivezić (de) (VF : Robert Le Béal) : Jackie
- Mirko Boman (de) : Davy
- Davor Antolić : Rod
- Mirko Kraljev (VF : Pierre Garin) : Bill
- Boris Dvornik (VF : Pierre Fromont) : Fred
- Voja Mirić (en) : Stewart
- Dunja Rajter (de) : Betsy
- Vladimir Medar (de) (VF : Jacques Torrens) : Baker Sr.

## Histoire
À l'origine, Winnetou und der Bärenjäger devait réunir de nouveau Lex Barker et Pierre Brice. Cependant quand le producteur Horst Wendlandt réussit à faire signer Stewart Granger, il demande à récrire le scénario avec le personnage d'Old Surehand, bien que l'acteur n'ait ni la carrure ni l'âge du personnage de Karl May.
Le tournage débute le 10 août 1964, près de Rijeka. Le village indien des Shoshones, construit sur la route de la station de ski de Platak, vient largement du précédent film, Le Trésor des montagnes bleues. Pour les scènes avec les ours, après la mauvaise expérience avec de vrais grizzlis lors de ce tournage, on décide de faire les scènes avec des ours autochtones. Des scènes sont tournées à Starigrad, où a été aussi réalisé La Révolte des Indiens Apaches. La scène de la bataille du convoi est faite sur une partie asséchée du lac de Peruća.